# William Schabas
William Anthony Schabas (Cleveland, 19 novembre 1950) è un giurista canadese. Professore di diritto internazionale presso la Middlesex University di Londra, è un esperto di fama internazionale su diritti umani, genocidio, e pena di morte. Nel 2009 è stato eletto Presidente della International Association of Genocide Scholars. Ufficiale dell'Ordine del Canada e membro della Royal Academy irlandese.

## Pubblicazioni
È autore di ventuno libri riguardanti, in tutto o in parte legge internazionale sui diritti umani tra cui:
- Essays on the Rome Statute of the International Criminal Court Volume I, collana Diritto (n. 1), il Sirente, Fagnano Alto, 1999,  pp. 544 pp, ISBN 978-88-87847-00-0.
- The Abolition of the Death Penalty in International Law (Cambridge University Press, 3d ed., 2003)
- Essays on the Rome Statute of the International Criminal Court Volume II, collana Diritto (n. 3), il Sirente, Fagnano Alto, 2004,  pp. 368 pp, ISBN 978-88-87847-02-4.
- The U.N. International Criminal Tribunals: The Former Yugoslavia, Rwanda and Sierra Leone (Cambridge University Press, 2006)
- An Introduction to the International Criminal Court (Cambridge University Press, 3d ed. 2007)
- War Crimes and Human Rights: Essays on the Death Penalty, Justice and Accountability (Cambridge University Press, 2008)
- Genocide in International Law: The Crime of Crimes (Cambridge University Press, 2d ed., 2009)
- The International Criminal Court: A Commentary on the Rome Statute (Oxford University Press, 2010)

Ha inoltre pubblicato oltre 300 articoli in riviste accademiche, soprattutto nel campo del diritto internazionale dei diritti umani e del diritto penale internazionale.